# Estação Grove Street (PATH)
Grove Street é uma estação da PATH. Se localiza na interseção da Grove Street, e avenidas Newark e Railroad no bairro no centro de Jersey City, Nova Jérsei. É servida pelo serviço Newark–World Trade Center o tempo todo, e pelo Journal Square–33rd Street em dias de semana, e pela rota Journal Square–33rd Street (via Hoboken) em finais de semana.

## Leiaute da estação
A estação, aberta em 6 de setembro de 1910, tem duas linhas férreas e uma plataforma central.
A leste da estação se localizava o pátio Henderson Street, que foi fechado em 1910 com a abertura da instalação de manutenção de trens em Harrison, Nova Jérsei.
Como resultado do aumento dos números de passageiros, a Autoridade Portuária de Nova Iorque e Nova Jérsei (PANYNJ) reabriu a saída leste e construiu um segundo quiosque. Apesar de que a construção da saída leste aconteceu entre 2003 e 2005, a estação não era acessível a deficientes. Em setembro de 2011, um juiz federal julgou que fazer isso era viável e ordenou que a PANYNJ o fizesse. Em 2014, a Autoridade Portuária concordou tornar a parte oeste da estação acessível. A construção de um poço de elevador começou em abril de 2015, tendo sido aberto em junho de 2017. Entretanto, um mês depois, ele quebrou várias vezes.
Em junho de 2019, a PANYNJ apresentou seu plano de melhorias para a PATH. Como parte do plano, todos os trens na rota NWK–WTC irá consistir de 9 vagões. Para alcança esse objetivo, a plataforma na estação Grove Street será estendida em direção ao bulevar Marin. A extensão da plataforma tem sua conclusão esperada para 2022. A Autoridade Portuária licitou o contrato do projeto em 28 de janeiro de 2020, e estima o custo do projeto entre 15 e 20 milhões de dólares. Para estender a plataforma por 15,65 m, as paredes estruturais vão ser substituídas por colunas de apoio.